# Maremmano (cavallo)
Il maremmano è il cavallo autoctono della Maremma, regione situata tra la Toscana e il Lazio.

## Storia

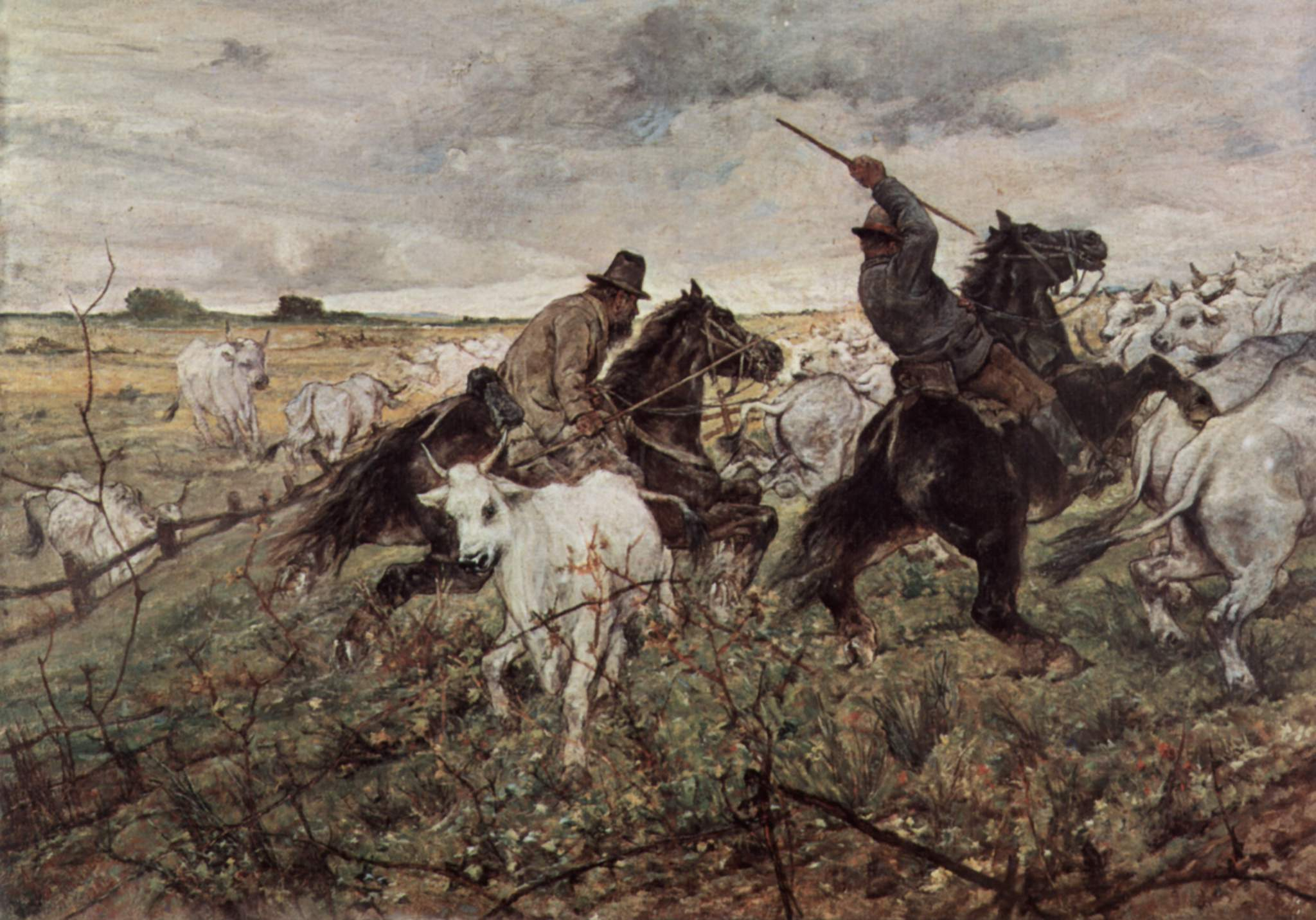
Giovanni Fattori, Butteri e mandrie in Maremma (1894)

L'origine del cavallo maremmano potrebbe risalire a quando i celti superarono le Alpi e i loro cavalli germani incontrarono popolazioni equine di sangue orientale e africano che vivevano già sul territorio italiano: incrociandosi, questi cavalli avrebbero prodotto il maremmano. Nel XVI secolo sia nello Stato Pontificio sia nel Granducato di Toscana era notevole l’interesse per questa razza; lo Stato Pontificio esigeva animali di grande mole, robusti e morelli adatti anche al traino delle carrozze mentre in Toscana si preferivano animali più leggeri e di mantello baio. Per questi motivi in epoca rinascimentale, Lorenzo de' Medici introdusse in Toscana l'incrocio con stalloni orientali e la razza si divise in due tipologie: quella toscana e quella laziale, che è rimasta più vicina al tipo originale. Nei secoli l'allevamento allo stato brado ha prodotto un cavallo che non ha solo un carattere fiero, energico e generoso, ma è anche molto resistente dal punto di vista fisico. 
Nella prima metà del Novecento, ricorrendo ad incroci con il Purosangue inglese, si ottenne un miglioramento delle caratteristiche fisiche: testa più leggera, appiombi buoni e statura aumentata. La razza viene utilizzata ancora oggi per rincorrere e marchiare il bestiame, come fanno i butteri. Eppure, senza rinnegare le sue origini rustiche, ultimamente il maremmano viene impiegato con buoni risultati anche nelle discipline sportive, dove compete alla pari con gli altri cavalli da sella.
Nel passato i soggetti più forti e robusti erano impiegati nel lavoro nelle mandrie, mentre gli individui più delicati e armonici venivano utilizzati per trainare carrozze e per cavalcature di prestigio. In epoca rinascimentale a seguito di crisi sociali le scuderie nobiliari iniziarono a svuotarsi portando i cavalli a scontrarsi con l’ambiente aspro della Maremma; in questo modo furono proprio i cavalli meno pregiati ad adattarsi più facilmente attribuendo a loro il compito di mantenere in vita la razza. Da questo forte progenitore che si mostrò anche essenziale durante le guerre derivò appunto il moderno maremmano caratterizzato da adattamento ad ambienti rustici e impervi nonché un instancabile lavoratore utilizzabile per discipline da sella, salto ostacoli, dressage, trekking, passeggiate e monta da lavoro. 
Questa razza è anche stata soggetto di numerosi riconoscimenti in campo sportivo come, ad esempio, Graziano Mancinelli che in sella a Ursus del Lasco vinse gare internazionali, tra cui anche la Coppa delle Nazioni alla CSIO di Piazza di Siena, di Roma e di Barcellona.
Un primato assoluto detenuto dal Maremmano riguarda la selezione; è stato infatti il primo cavallo da sella selezionato in Italia attraverso i moderni criteri come Indici Genetici e Performance Test.

## Capostipiti
La popolazione iscritta al libro genealogico (al 2024) è riconducibile a soli quattro stalloni considerati i capostipiti della razza: Aiace, Ingres, Otello, Ussero.
Linea Otello
Otello, nato nel 1927, con mantello baio e di statura elevata. È il capostipite della linea di gran lunga più importante, sia come storia che come numero di stalloni in selezione. Rappresenta il vero e proprio stallone di origine della razza Maremmana.
Linea Aiace
Purosangue Inglese nato nel 1926 baio, altezza 162 cm. Aiace è il capostipite della seconda linea per importanza relativamente al numero dei riproduttori selezionati presenti fino ad oggi.
Linea Ingres
Ingres, Purosangue Inglese nato nel 1946, era un baio alto m. 1,74. Sono i due figli di Ingres i progenitori degli stalloni presenti di questa stirpe. La linea di Ingres è in fase espansiva, ed ha, per numero di stalloni attualmente in selezione, superato la linea di Ussero.
Linea Ussero
Ussero proviene dalla "razza" Moscati. Gli stalloni attualmente in selezione discendono dai figli di Tiberio, nato nel 1950, (figlio di Eolo, discendente di Ussero); uno stallone funzionante nell'allevamento dei principi Torlonia.
Linee minori
Le tre linee minori sono quelle di Le Brun, Noris e Ognon. Tutti e tre Purosangue inglese nati rispettivamente nel 1960, 1961 e 1964.

## Monta buttera

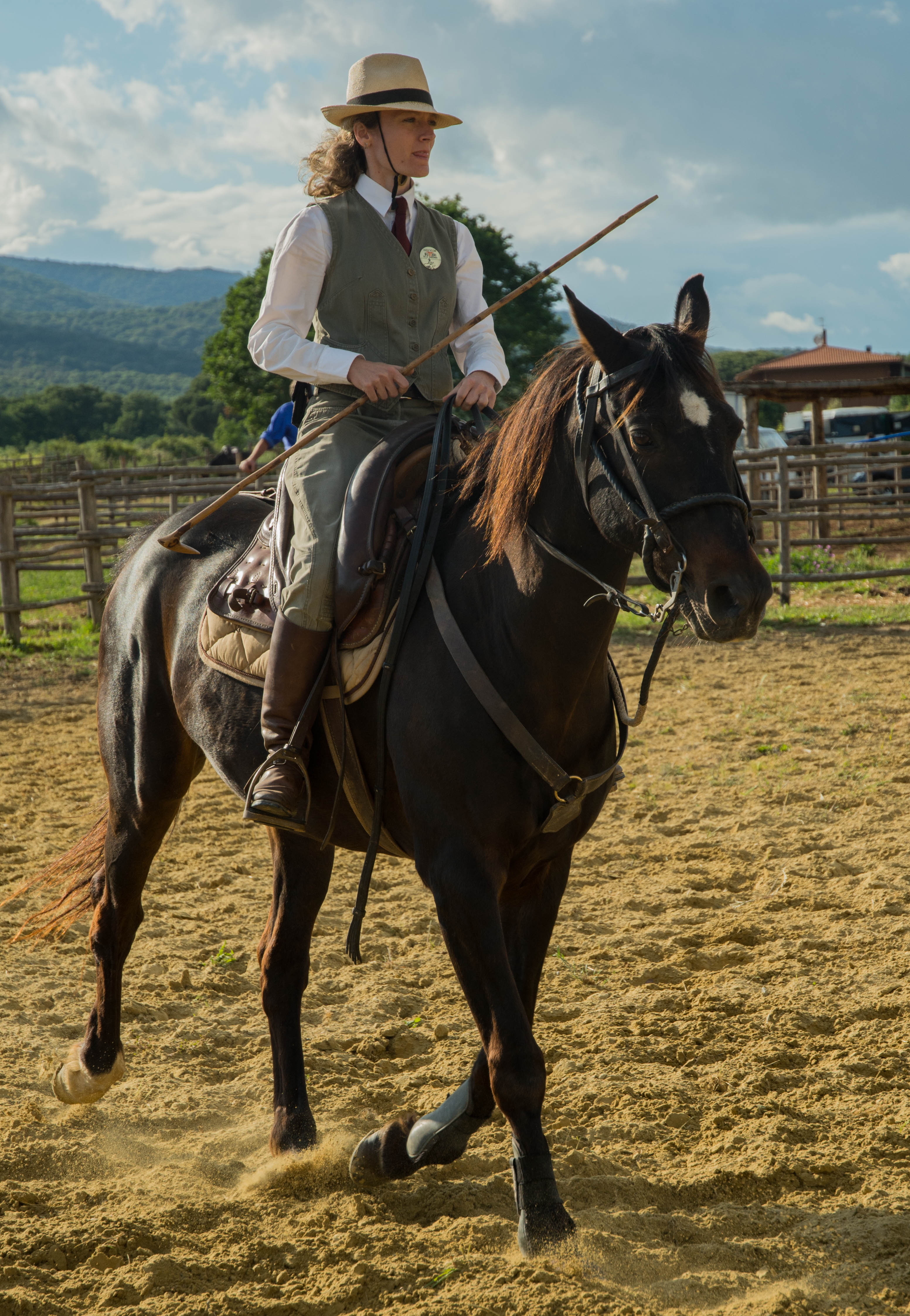
Un buttero della provincia di Grosseto

Il buttero è il cavaliere maremmano guardiano e mandriano che, dovendo lavorare su terreno sconnesso, impervio, collinare e acquitrinoso caratteristico della Maremma e del Lazio, necessita di un cavallo dotato di rusticità e resistenza. Nonostante la meccanizzazione del lavoro, il Maremmano e la figura del buttero sono riusciti a sopravvivere grazie allo scopo tradizionale e turistico del territorio.
Un finimento caratteristico della monta buttera è rappresentato dalla bardella, ovvero la tipica sella con arcione alto, piatto e semicircolare con abbondante imbottitura per creare un seggio largo e comodo. Sottocoda e pettorale accompagnano la bardella.
Altra sella presente è la scafarda, derivata dalla monta militare, completamente smontabile e costituita da una base di legno dove sono applicati cuscini per ammorbidire il contatto. Le selle rendono la monta molto comoda anche se limita i movimenti. Le redini sono tenute dalla mano sinistra mentre la destra tiene un lungo e sottile bastone di legno chiamato pica, utilizzato per direzionare il bestiame.

## Morfologia

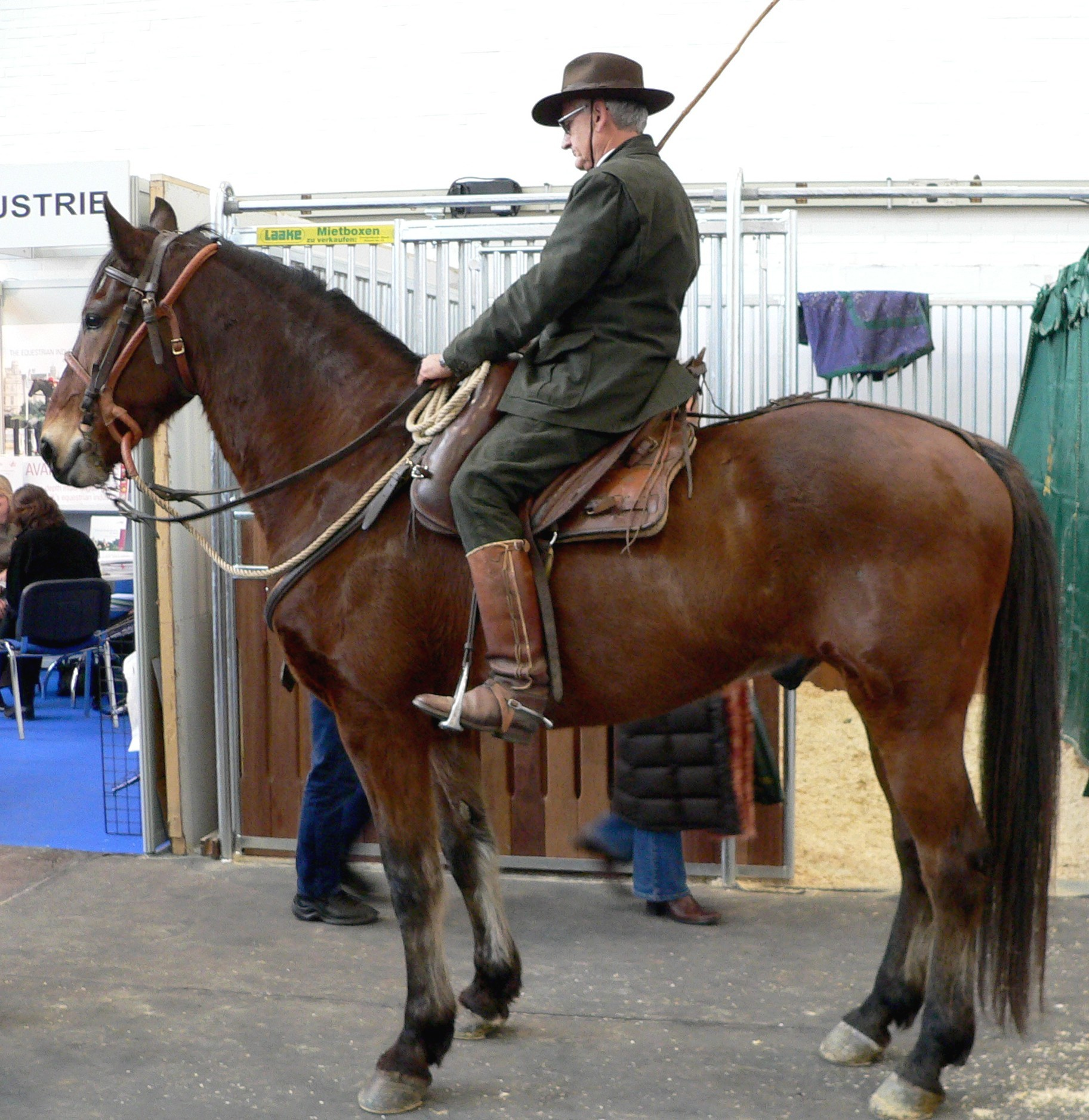
Cavallo Maremmano a Equitana in Germania nel 2005

Il Maremmano è un Cavallo meso-dolicomorfo, caratterizzato da un aspetto robusto ma dalle forme raccolte con crini abbondanti. I mantelli ammessi sono il baio e il morello nelle varie gradazioni, Il sauro è ammesso solo nelle femmine; il mantello grigio non risulta essere ammesso dagli standard di razza.
All’età di 42 mesi presenta un’altezza al garrese per i maschi di circa 1,58m e per le femmine di 1,56m. Ad oggi non sono ammesse le depigmentazioni cutanee ed un’eccessiva estensione di particolarità a sede fissa come liste e balzane.
Da un punto di vista morfologico presenta una testa ben attaccata, mediamente lunga con profilo montonino. Il collo risulta essere muscoloso, ben attaccato e ben proporzionato al tronco, con criniera abbondante e base piuttosto larga.
Il garrese è lungo, asciutto e mediamente rilevato, la linea dorso lombare è dritta e breve con dorso robusto e forte, ben sviluppato e leggermente allungato, I lombi sono brevi e larghi, la groppa è ampia e mediamente inclinata.
Il petto è largo, ben disceso e muscoloso con torace ampio e profondo.
È inoltre caratterizzato da arti solidi con appiombi corretti, la spalla è ben conformata, lunga e obliqua. L’avambraccio è lungo, lo stinco corto e largo con tendini ben distaccati; garretto ampio, asciutto, netto e ben diretto; pastorale preferibilmente corto con zoccolo resistente e mediamente largo.
La coscia e la natica sono muscolose con profilo non eccessivamente convesso, il garretto è ampio, asciutto e ben diretto. Il pastorale è preferibilmente corto con zoccolo resistente, ben conformato e mediamente largo. La coda è ben conformata con crini abbondanti.
Il Maremmano nasce e vive allo stato brado, motivo per cui risulta essere incredibilmente resistente alla fame, alla sete e alle intemperie, alle malattie. Il Maremmano è un cavallo dal temperamento vivace, forte, massiccio ma anche affidabile e fedele al proprio cavaliere.

## Media
Il cavallo maremmano è ampiamente citato nell'album Saga di Giovanni Lindo Ferretti, concept album dedicato al millenario rapporto tra uomini e cavalli. Il tour di presentazione dell'album nel 2014 consisteva in uno spettacolo equestre, che vedeva protagonisti cavalli addestrati, tra cui esemplari di razza maremmana.